# Teatro Palace
Palace Theatre é um dos múltiplos teatros da Broadway e fica localizado no número 1564 da Broadway (Oeste da Rua 47), em Midtown Manhattan, Nova York. Após sua inauguração em 1913 e até pelo menos 1929, o teatro se tornou lendário por suas apresentações do gênero vaudeville.

## Supremo Vaudeville
Projetado pelos arquitetos Kirchoff & Rose, de Milwaukee, o teatro de 1 740 lugares foi financiado por Martin Beck, um empreendedor do vaudeville com sede em San Francisco, em uma tentativa de desafiar o monopólio de Keith-Albee na costa leste. Albee, por sua vez, exigiu que Beck transformasse mais de três quartos da propriedade para que fossem usados atos do circuito de Keith. Beck aceitou o negócio.
Quando o teatro finalmente foi inaugurado no dia 24 de março de 1913 tendo o comediante Ed Wynn como atração principal, não foi um sucesso instantâneo. Ele perdeu dinheiro por meses. O teatro é conhecido, também, devido a um setor que tem dificuldades em vender ingressos, pois quase todos esses lugares tem uma vista obstruída.
Mais tarde o teatro acabou se tornando o local de estreia do circuito Keith-Albee.

## Atrações Vaudeville
Atuar no Palace garantia uma boa reputação e futuras reservas aos artistas. Através dos anos em que o vaudeville esteve em alta, as atrações principais incluíam:
- Ed Wynn (1913)
- Ethel Barrymore (1913)[5]
- Nora Bayes (1914)[6]
- Fritzi Scheff (1914)[7]
- Nan Halperin (1915)[8]
- Will Rogers (1916)[9]
- Blossom Seeley (1917)[10]
- Lillian Russell (1918)[11]
- Leon Errol (1919)[12]
- Marie Cahill (1919)[13]
- Olga Petrova (1919)[14]
- The "Dixie Duo" (1919)[15]
- Bert Williams (1919)[16]
- Marie Dressler (1919)[17]
- Aileen Stanley (1920, 1926, 1930, 1931)[18]
- The Marx Brothers (1920)[19]
- Lou Clayton e Cliff Edwards (1921)[20]
- Bessie Clayton (1921)[5]
- Fanny Brice (1923)[21]
- Isabella Patricola (1923, 1926, 1927, 1938)[22]
- Cecilia Loftus (1923)[23]
- Trixie Friganza (1924)[24]
- Florence Mills (1924)[25]
- Cliff Edwards (1924)[26]
- Doc Rockwell (1925)[27]
- Weber e Fields (1925)[28]
- Eva Tanguay (1926)[29]
- Ethel Waters (1927)[30]
- Julian Eltinge (1927)[31]
- Duncan Sisters (1927)[32]
- Clark and McCullough (1928)[33]
- Clayton, Jackson & Durante (1928)[34]
- Buck and Bubbles (1928, 1929)[35]
- Harry Langdon (1929)[36]
- Mary Hay e Clifton Webb (1929)[37]
- Phil Baker (1930, 1931, 1932)[38]
- George Jessel (1930)[11]
- Adelaide Hall (1930, 1931,1933) [39][40] [41]

Entre outras performances estavam também Sarah Bernhardt, Al Jolson, Enrico Caruso, Helen Kane, Eddie Cantor, Frank Fay, Bob Hope, Sophie Tucker, George Jessel, Mae West, Vernon e Irene Castle, Gus Edwards, Eddie Leonard, Burns e Allen, Fred Astaire, Benny Fields, Kate Smith, Bill Robinson, Ethel Merman, Bing Crosby, Wheeler e Woolsey, Rudolph Valentino, e Jack Benny.

## Pós-Vaudeville

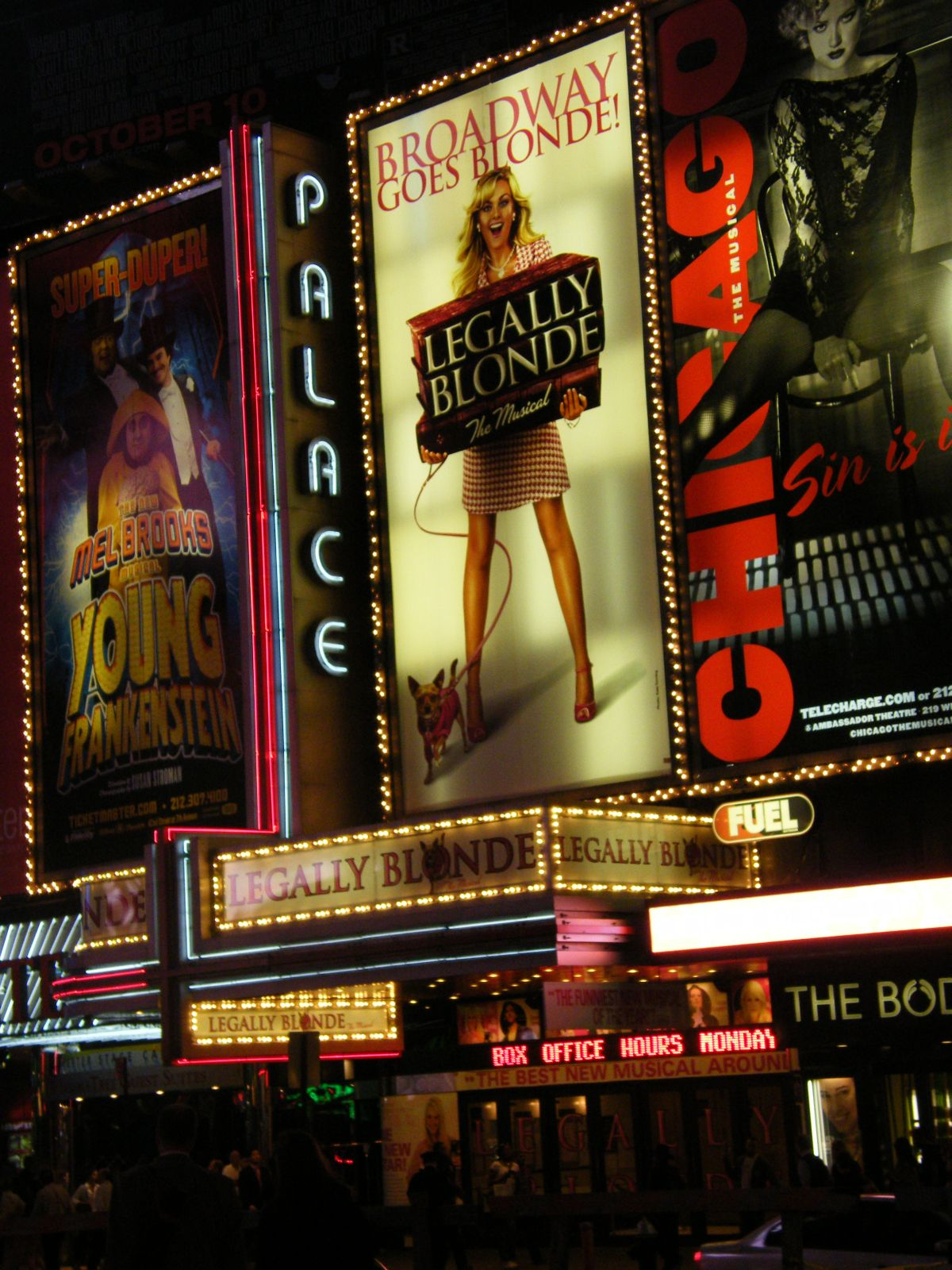
O Palace em 2008

Com a Grande Depressão ocorreu um aumento na popularidade do cinema e do rádio, assim o vaudeville entrou em declínio. A transformação da maioria das salas de teatro em salas de cinema, através da fusão entre a RCA e os escritórios da Film Booking, que estavam nas mãos de Joseph P. Kennedy em 1929, foi um grande golpe, mas não evitou que muitos artistas de rádio favoritos do público pudessem ser vistos nos palcos do Palace.

## Teatro
Em 1965, a Nederlander Organization comprou o Palace que pertencia à RKO Pictures. Em 29 de janeiro de 1966, o Palace foi reaberto como um teatro legítimo com a produção original do musical Sweet Charity, embora ainda durante alguma tempo continuou apresentando filmes e concertos de Bette Midler, Liza Minnelli, Josephine Baker, Eddie Fisher, Shirley MacLaine, Diana Ross, Vikki Carr.
No final de 1980, um hotel imponente foi construído acima do teatro. Hoje, o teatro é praticamente invisível porque fica atrás de uma enorme parede de outdoors onde somente é possível ver seu letreiro luminoso.
O teatro foi o palco original de Beauty and the Beast, qua ficou por lá durante cinco anos antes de se mudar para outro teatro. Um inquilino notável e um dos maiores shows já exibidos foi Aida, que foi apresentado por mais de quatro anos, entre 2000 a 2004, com 1.852 performances e ganhando quatro prêmios Tony. O teatro recentemente abrigou Legally Blonde, uma adaptação para o teatro do filme de 2001, que teve a sua última apresentação no dia 19 de outubro de 2008. Uma releitura de West Side Story estreou em 19 de março de 2009 e encerrou no dia 2 de janeiro de 2011.
O teatro também foi palco de Priscilla Queen of the Desert, que encerrou suas apresentações em 24 de junho de 2012. O renascimento de Annie estreou no Palace Theatre em 3 de outubro de 2012 com uma apresentação prévia, e  em 8 de novembro de 2012 de maneira oficial.
O Palace Theatre atualmente pertence e é operado pela Nederlander Organization e Stewart F. Lane.

## A lenda do fantasma
O fantasma do acrobata Louis Borsalino é uma lenda que assombra o teatro. De acordo com várias versões da história, Borsalino teria "caído para a morte em 1950" e, quando o teatro está vazio o fantasma de Borsalino pode ser visto de forma assustadora. Ele solta um grito de gelar o sangue e em seguida re-encena seu mergulho de cabeça. No entanto, na verdade, Borsalino teria apenas se ferido quando sofreu uma queda em 28 de agosto de 1935, diante de uma plateia de 800 espectadores. A apresentação de Louis Borsalino neste dia não era em trapézios, mas sim em torres fixas onde ele se lançava de uma para outra. Após o acidente o comediante Pat Henning iniciou sua apresentação antes que as cortinas fossem fechadas.

## Produções notáveis
- 1967: Henry, Sweet Henry
- 1968: George M!
- 1970: Applause
- 1973: Cyrano
- 1974: Lorelei
- 1975: Goodtime Charley
- 1976: Home Sweet Homer
- 1977: Man of La Mancha
- 1977: An Evening with Diana Ross
- 1979: The Grand Tour
- 1979: Beatlemania
- 1979: Oklahoma!
- 1981: Woman of the Year
- 1983: La Cage aux Folles
- 1991: The Will Rogers Follies
- 1994: Beauty and the Beast
- 2000: Aida
- 2005: All Shook Up
- 2006: Lestat
- 2007: Legally Blonde
- 2008: Liza's at the Palace...!
- 2009: West Side Story (2009)
- 2011: Priscilla Queen of the Desert
- 2012: Annie (2012);